# Manuale del guerriero della luce
Manuale del guerriero della luce è un libro di Paulo Coelho del 1997. Il volume, ad eccezione del prologo e dell'epilogo, è una raccolta di testi pubblicati nella rubrica Maktub del quotidiano A Folha de Sao Paulo e su vari giornali brasiliani e stranieri, dal 1993 al 1996. Il libro include proverbi, estratti dal Tao Te Ching di Laozi e da Chuang Tzu, dalla Bibbia, dal Talmud e altre varie fonti ed è scritto sotto forma di brevi enunciati filosofici.
Il libro si apre con un prologo, dove una misteriosa donna invita un bambino a scoprire un antico tempio che sorge su di un'isola. Una leggenda dice che le campane del tempio, ormai sprofondato negli abissi del mare, continuino a suonare. Il suono si manifesta dopo che il bambino si abitua ai vari suoni dell'ambiente circostante e quando egli, diventato adulto, torna sulla spiaggia della sua infanzia, incontra nuovamente la donna che gli consegna un quaderno azzurro e lo invita a prendere nota. 
Il libro procede come un manuale guida per il "guerriero della luce", ovvero un'entità latente presente in tutti gli uomini, che si risveglia in noi quando vogliamo perseguire un sogno e comprendere il miracolo della vita. Il manuale descrive le varie sfide a cui i guerrieri sono sottoposti e le soluzioni ai problemi utilizzando numerosi paradossi ("Un guerriero della luce pensa contemporaneamente alla guerra e alla pace").

## Edizioni
- Paulo Coelho, Manuale del guerriero della luce, traduzione di Rita Desti, 56 ed., collana I libri di Paulo Coelho, Bompiani, 1997,  pp. 158, cap. 4, ISBN 978-88-452-3183-4.